# Inverkeithing
Inverkeithing est une ville qui se trouve dans la banlieue d'Edimbourg et un ancien burgh royal du comté de Fife en Écosse. Selon le recensement de 2006, la population de la ville est de 5 265 habitants. Son port a reçu le statut de burgh du roi David Ier d'Écosse (1124- 1153) au XIIe siècle.
La ville se situe à environ 9 kilomètres de l'aéroport d'Édimbourg et à 6 km de Dunfermline, le chef-lieu du comté. La ville jouxte Rosyth et Dagelty Bay.

## Origine du nom
Le nom Inverkeithing vient de l'écossais Inbhear Ceitein. Inbhear signifie « embouchure », « estuaire », et le nom signifie donc « embouchure du Ceitein/Keithing ». Le Keithing est une rivière qui traverse le sud de la ville.

## Chantier Naval
La ville comporte aussi un chantier naval réputé depuis la moitié du XIXe siècle. Face à la baisse d'activité du secteur et au développement du fret ferroviaire et routier, le chantier naval s'est spécialisé dans la déconstruction et le recyclage de navires depuis 1894.
De grands navires y ont été démolis, notamment les paquebots Cedric et l'Olympic de la White Star Line, le Mauretania de la Cunard, le Zeeland, Empress of Australia et le paquebot allemand Robert Ley.
Ils avaient également un contrat pour démolir des navires militaires. Les cuirassés anglais comme le Magnificent, Rodney, Nelson, Royal Sovereign, Howe, Revenge ; des sous marins comme le Unsparing, des croiseurs comme le Swiftsure ou encore le porte-avions Formidable y furent déconstruits.

## Référence
1. ↑  (en) Fife Towns and Villages population estimates, Fife Council. Consulté le 20 juillet 2009